# Vadim Skripchenko
Vadim Viktorovitch Skripchenko (en russe : Вадим Викторович Скрипченко) ou Vadzim Viktaravitch Skrypchanka (en biélorusse : Вадзім Віктаравіч Скрыпчанка) est un footballeur international et entraîneur biélorusse né le 23 mars 1966 à Malaryta, en RSS de Biélorussie.
Ayant principalement joué aux postes de défenseur et de milieu de terrain au niveau professionnel entre 1992 et 2007, il a notamment évolué dans les clubs biélorusses du Dinamo-93 Minsk de 1994 à 1997 puis au BATE Borisov en plusieurs passages séparés entre 1998 et 2005, remportant notamment deux championnats et deux coupes nationales. Il passe également dans le championnat russe en 2000 avec le CSKA Moscou puis avec l'Ouralan Elista en deuxième division l'année suivante.
Après sa retraite sportive, il est employé au sein de l'encadrement technique du BATE de 2007 à 2011 avant d'obtenir son premier poste d'entraîneur au FK Minsk, où il reste deux saisons. Il entraîne par la suite en Russie les équipes de l'Oural Iekaterinbourg, du Krylia Sovetov Samara et de l'Anji Makhatchkala entre 2015 et 2018. Après un bref passage en Arménie à l'Ararat-Armenia, il retourne au pays entraîner le Torpedo Jodzina entre janvier et septembre 2019 puis le FK Minsk à nouveau en deux temps entre août 2020 et janvier 2021, puis de septembre 2021 à novembre 2022. Il prend dans la foulée la tête du Dinamo Minsk.

## Biographie

### Carrière de joueur
Formé dans la ville de Brest, Skripchenko commence sa carrière de joueur en deuxième division avec le Belarus Minsk lors de la saison 1992 et y remporte le championnat. Il rejoint par la suite brièvement le Traktor Minsk au troisième échelon avant de retourner au Belarus, qui s'est entre-temps renommé Dinamo-93. Il passe trois années supplémentaires au club, où il remporte notamment la Coupe de Biélorussie en 1995 et découvre dans la foulée les compétitions européennes en prenant part à la Coupe des coupes cette même année. Il joue en tout 108 matchs pour le club entre 1994 et 1997, dont dix matchs de coupes d'Europe, pour onze buts inscrits.
Il rejoint par la suite le BATE Borisov, tout juste promu en première division, pour la saison 1998. Y jouant 59 matchs en deux saisons pour quatre buts marqués, il y remporte le championnat biélorusse dès l'année suivante. Ses performances lui valent ainsi d'être transféré dans le club russe du CSKA Moscou en 2000. Il n'y joue cependant que neuf matchs, incluant une finale de Coupe de Russie perdue face au Lokomotiv Moscou, avant d'être renvoyé au BATE sous forme de prêt pour la fin de saison. Il y connaît là-bas sa saison la plus prolifique, inscrivant dix buts en vingt-deux matchs, et y découvre par ailleurs la Ligue des champions en jouant quatre matchs de qualification.
Libéré par le CSKA en fin d'année, Skripchenko reste en Russie et s'engage avec l'Ouralan Elista en deuxième division. Il y joue vingt matchs sans inscrire de but, tandis que l'équipe est promue à l'issue de la saison. Retournant à nouveau à Borisov pour la saison 2002, il prend part à une nouvelle campagne victorieuse en championnat, jouant vingt-deux matchs et marquant trois buts. Après un passage d'un an au Chakhtior Salihorsk, il effectue un quatrième et dernier passage au BATE lors des saisons 2004 et 2005, atteignant notamment la finale de la coupe nationale lors de cette dernière année. Ses deux dernières années le voit évoluer une saison au Lokomotiv Vitebsk avant de conclure à l'âge de 32 ans sur un passage en deuxième division au Savit Mahiliow en 2007.

### Carrière internationale
Régulièrement appelé au sein de la sélection espoir entre 1995 et 1997, Skripchenko fait ses débuts en équipe nationale A à l'occasion d'un match amical face à Israël le 5 août 1997, rencontre qui le voit entrer en jeu à la 72e minute de jeu et inscrire un but dès la minute suivante, bien que ne pouvant empêcher la défaite des siens sur le score de 3-2.
Rappelé à nouveau en février 1999 pour un autre match amical contre Israël, il dispute son premier match officiel le mois suivant face à la Suisse dans le cadre des éliminatoires de l'Euro 2000, où les Biélorusses terminent largement derniers de leur groupe tandis qu'il passe le reste de la campagne qualificative sur le banc.
Skripchenko inscrit son deuxième et dernier but en sélection face à la Bulgarie le 29 mars 2000. Il prend part par la suite part au début des qualifications à la Coupe du monde 2002, étant notamment titularisé face à la Pologne. Il connaît cependant sa dernière sélection face à l'Arménie le 11 octobre 2000, bien qu'étant ensuite appelé à deux reprises en mars puis en septembre 2001 mais étant inutilisé à chaque fois.

### Carrière d'entraîneur
À la fin de sa carrière de joueur, Skripchenko retourne rapidement au BATE Borisov où il se voit confier un rôle d'entraîneur-adjoint au sein de l'encadrement technique du club aux côtés de Viktor Goncharenko. Après quatre années à ce poste, il rejoint à la fin du mois de décembre 2011 le FK Minsk en tant qu'entraîneur principal. Lors de la saison 2012, il amène l'équipe à une sixième place en championnat tandis qu'elle atteint la finale de la Coupe de Biélorussie, cependant perdue aux tirs au but face au Naftan Novopolotsk. Finissant neuvième de première division l'année suivante, le FKM enchaîne dans la foulée une deuxième finale de Coupe d'affilée, cette fois contre le Dinamo Minsk, à l'issue de laquelle il l'emporte finalement pour décrocher le premier trophée de son histoire. À la suite de cette victoire, synonyme de qualification en Ligue Europa, Skripchenko parvient à emmener l'équipe au stade des barrages, où elle est cependant éliminée par l'équipe belge du Standard de Liège. Il quitte par la suite le club au cours du mois d'octobre 2013.
Dans la foulée de son départ, il obtient un poste d'adjoint au sein du Kouban Krasnodar, où il retrouve à nouveau Viktor Goncharenko. Il le suit également lors de son départ du club en novembre 2014 et son arrivée à l'Oural Iekaterinbourg au mois de juin suivant. Le départ rapide de Goncharenko en septembre 2015 voit cependant Skripchenko être nommé dans un premier temps en tant qu'entraîneur intérimaire. Après deux victoires lors de ses deux matchs en intérim, il est finalement nommé à plein temps à la fin du mois. Sous ses ordres, l'équipe termine notamment huitième en championnat à l'issue de la saison 2015-2016. Il présente par la suite sa démission au début du mois de novembre 2016.
Il rejoint quelques jours après le Krylia Sovetov Samara, dernier au classement après douze journées, où il remplace l'entraîneur belge Franky Vercauteren. Il échoue cependant à maintenir le club, qui termine quinzième et avant-dernier, et s'en va à la fin du mois de mai 2017. Skripchenko s'engage trois mois plus tard avec l'Anji Makhatchkala où il remplace le démissionnaire Aleksandr Grigoryan. Il ne parvient à nouveau pas à maintenir l'équipe, qui est reléguée à l'issue de la saison 2017-2018 après un barrage perdu face au Ienisseï Krasnoïarsk et quitte Makhatchkala à l'issue de son contrat.
Skripchenko quitte la Russie au début du mois d'août 2018 pour aller entraîneur l'équipe arménienne de l'Ararat-Armenia, tout juste promue en première division. Il est cependant renvoyé dès la fin du mois de septembre alors que le club se classe cinquième après huit matchs. Il décide par la suite de retourner en Biélorussie en début d'année 2019 en devenant le nouvel entraîneur du Torpedo Jodzina, d'où il est renvoyé après neuf mois plus tard à la suite d'une mauvaise série de résultats en championnat où l'équipe se place sixième.
Il fait par la suite son retour au FK Minsk durant le mois d'août 2020 alors que l'équipe est relégable en championnat, et l'amène au maintien en fin de saison en finissant onzième. Malgré cette performance, son contrat n'est pas prolongé pour le début de l'exercice 2021 mais Skripchenko fait finalement son retour à la tête de l'équipe dès la fin du mois de septembre 2021.

## Statistiques

### Statistiques de joueur
| Saison                | Club                  | Championnat           | Championnat | Championnat | Coupe(s) nationale(s) | Coupe(s) nationale(s) | Compétition(s) continentale(s) | Compétition(s) continentale(s) | Compétition(s) continentale(s) | Total | Total |
| Saison                | Club                  | Division              | M.          | B.          | M.                    | B.                    | Comp.                          | M.                             | B.                             | M.    | B.    |
| 1992                  | Belarus Minsk         | D2                    | 7           | 0           | -                     | -                     | -                              | -                              | -                              | 7     | 0     |
| 1993-1994             | Traktor Minsk         | D3                    | 4           | 1           | -                     | -                     | -                              | -                              | -                              | 4     | 1     |
| Sous-total            | Sous-total            | Sous-total            | 11          | 1           | -                     | -                     | -                              | -                              | -                              | 11    | 1     |
| 1993-1994             | Dinamo-93 Minsk       | D1                    | 2           | 0           | -                     | -                     | -                              | -                              | -                              | 2     | 0     |
| 1994-1995             | Dinamo-93 Minsk       | D1                    | 27          | 3           | -                     | -                     | -                              | -                              | -                              | 27    | 3     |
| 1995                  | Dinamo-93 Minsk       | D1                    | 13          | 3           | -                     | -                     | C3                             | 2                              | 0                              | 15    | 3     |
| 1996                  | Dinamo-93 Minsk       | D1                    | 27          | 1           | -                     | -                     | C3                             | 4                              | 0                              | 31    | 1     |
| 1997                  | Dinamo-93 Minsk       | D1                    | 28          | 4           | 1                     | 0                     | CI                             | 4                              | 0                              | 33    | 4     |
| Sous-total            | Sous-total            | Sous-total            | 97          | 11          | 1                     | 0                     | -                              | 10                             | 0                              | 108   | 11    |
| 1998                  | BATE Borisov          | D1                    | 27          | 1           | 1                     | 0                     | -                              | -                              | -                              | 28    | 1     |
| 1999                  | BATE Borisov          | D1                    | 27          | 3           | 2                     | 0                     | C3                             | 2                              | 0                              | 31    | 3     |
| Sous-total            | Sous-total            | Sous-total            | 54          | 4           | 3                     | 0                     | -                              | 2                              | 0                              | 59    | 4     |
| 2000                  | CSKA Moscou           | D1                    | 7           | 0           | 2                     | 0                     | -                              | -                              | -                              | 9     | 0     |
| 2000                  | BATE Borisov (prêt)   | D1                    | 17          | 10          | 1                     | 0                     | C1                             | 4                              | 0                              | 22    | 10    |
| 2001                  | Ouralan Elista        | D2                    | 19          | 0           | 1                     | 0                     | -                              | -                              | -                              | 20    | 0     |
| 2002                  | BATE Borisov          | D1                    | 22          | 3           | 4                     | 0                     | CI                             | 6                              | 0                              | 32    | 3     |
| 2003                  | Chakhtior Salihorsk   | D1                    | 12          | 2           | -                     | -                     | CI                             | 4                              | 1                              | 16    | 3     |
| Sous-total            | Sous-total            | Sous-total            | 77          | 15          | 8                     | 0                     | -                              | 14                             | 1                              | 99    | 16    |
| 2004                  | BATE Borisov          | D1                    | 18          | 1           | 2                     | 0                     | C3                             | 2                              | 0                              | 22    | 1     |
| 2005                  | BATE Borisov          | D1                    | 20          | 2           | 4                     | 0                     | C3                             | 2                              | 0                              | 26    | 2     |
| Sous-total            | Sous-total            | Sous-total            | 38          | 3           | 6                     | 0                     | -                              | 4                              | 0                              | 48    | 3     |
| 2006                  | Lokomotiv Vitebsk     | D1                    | 20          | 0           | 2                     | 0                     | -                              | -                              | -                              | 22    | 0     |
| 2007                  | Savit Mahiliow        | D2                    | 11          | 0           | -                     | -                     | -                              | -                              | -                              | 11    | 0     |
| Sous-total            | Sous-total            | Sous-total            | 31          | 0           | 2                     | 0                     | -                              | -                              | -                              | 33    | 0     |
| Total sur la carrière | Total sur la carrière | Total sur la carrière | 304         | 33          | 20                    | 0                     | -                              | 30                             | 1                              | 354   | 34    |

### Statistiques d'entraîneur
| FK Minsk              | 30 décembre 2011  | 12 octobre 2013   | 71  | 29 | 15 | 27 | 40,8 |
| Oural Iekaterinbourg  | 3 septembre 2015  | 1er novembre 2016 | 39  | 14 | 9  | 16 | 35,9 |
| Krylia Sovetov Samara | 3 novembre 2016   | 31 mai 2017       | 18  | 5  | 6  | 7  | 27,8 |
| Anji Makhatchkala     | 14 août 2017      | 30 mai 2018       | 27  | 6  | 6  | 15 | 22,2 |
| Ararat-Armenia        | 2 août 2018       | 25 septembre 2018 | 9   | 4  | 2  | 3  | 44,4 |
| Torpedo Jodzina       | 3 janvier 2019    | 10 septembre 2019 | 21  | 10 | 5  | 6  | 47,6 |
| FK Minsk              | 4 août 2020       | 12 janvier 2021   | 13  | 7  | 2  | 4  | 53,8 |
| FK Minsk              | 27 septembre 2021 | 21 novembre 2022  | 38  | 14 | 11 | 13 | 36,8 |
| Dinamo Minsk          | 23 novembre 2022  | en cours          | 1   | 0  | 0  | 1  | 0,0  |
| Total                 | Total             | Total             | 237 | 89 | 56 | 92 | 37,6 |

## Palmarès
En tant que joueur, Skripchenko remporte son premier titre en 1995, année qui le voit remporter la Coupe de Biélorussie avec le Dinamo-93 Minsk. Il termine par la suite champion de Biélorussie avec le BATE Borisov en 1999 et en 2002. Entre-temps, il atteint la finale de la Coupe de Russie avec le CSKA Moscou en 2000.
En tant qu'entraîneur, il remporte la Coupe de Biélorussie avec le FK Minsk en 2013.